# Gérard Flaitel
Pour les articles homonymes, voir Flaitel.
Gérard Flaitel (Girardi Flaitez sur une charte du duc Richard II) est un chevalier normand du XIe siècle, mort probablement vers 1047. 

## Biographie
Orderic Vital fait des Flaitel un des premiers lignages sous Robert le Magnifique. Les Flaitel sont, selon Gérard Louise, possessionnés dans le pays de Caux, l'Hiémois, l'Évrecin et la vallée de la Risle. Il fait partie d'une puissante famille établie à Longueil qui devient vassale de Guillaume d'Arques pour ses terres dans le Talou.
Il accompagne en 1035 Robert le Magnifique à en Terre-Sainte. Il fait don en devenant moine à l'abbaye de Fontenelle à son retour en 1036 d'une relique, obtenue par la générosité du duc Robert à Nicée : un doigt de saint Étienne. Il acquiert avant 1046/1047 une grande partie du domaine de Chambois avec ses annexes d'Omméel et d'Avenelles et cède quand il devient moine les églises de Chambois, Omméel, Avenelles, Bosguérard-de-Marcouville et Longueil, avec l'accord du duc Guillaume et de Guillaume d'Arques.
Gérard Flaitel paraît mourir vers 1047.
Le mariage de Basilie avec Raoul de Gacé lui permet de renforcer son influence dans le secteur de Gacé, par la bonne implantation de la famille Flaitel en Hiémois. Après le mariage de Basilie avec Hugues de Gournay, celui-ci récupère des possessions de Gérard dont Longueil et consolide sa position aux confins du Talou et du pays de Caux. Pierre Bauduin voit dans ce mariage, dont la date n'est pas connue, l'initiative du duc Guillaume qui souhaite placer un fidèle dans une partie de l'héritage d'un vassal de Guillaume d'Arques.

## Famille
Gérard Flaitel a eu 3 enfants connus:
- Guillaume († 1066), évêque d'Évreux;
- Ermengarde, épouse de Gautier Giffard († 1084);
- Basilie, épouse de Raoul de Gacé († 1051) puis de Hugues de Gournay.

Anscherius, signataire d'une charte de Guillaume le Conquérant, pourrait également être son fils.
Sa sœur ou sa belle-sœur est l'épouse de Radbod, évêque de Sées et la mère de Guillaume Bonne-Âme († 1110), archevêque de Rouen.